# Exocentrus dentipes
Exocentrus dentipes es una especie de escarabajo longicornio perteneciente al género Exocentrus, categorizada en la tribu Exocentrini, de la subfamilia Lamiinae.
Mide 6 mm de longitud. El período de vuelo para ejemplares adultos se presenta en mayo.

## Taxonomía
Se atribuye su descripción al entomólogo austríaco Stephan von Breuning, quien la citó por primera vez en 1956. La especie aparece registrada en la sección Lamiaires nouveaux du Musée Royal du Congo Belge (Coleoptera Cerambycidae) de Bulletin & Annales de la Société Royale d’ Entomologie de Belgique, 92 (5–6): 120–136, publicada por Breuning Stephan en 1956.

## Distribución
Se distribuye por el continente africano, en Camerún, Gabón, República Centroafricana, República del Congo y República Democrática del Congo.